# モーニング娘。全シングル カップリングコレクション
『モーニング娘。全シングル カップリングコレクション』（モーニングむすめ ぜんシングル カップリングコレクション）は、2009年10月7日にアップフロントワークス（zetimaレーベル）から発売されたモーニング娘。のベスト・アルバムである。

## 概要
- 初回生産限定盤、通常盤の2形態で発売。初回生産限定盤はフォトブック+スペシャルパッケージ仕様。初回生産限定盤と通常盤の初回仕様には2009年10月31日開催のよみうりランドオープンシアターEASTで行われる発売記念イベントのイベント参加券が封入されている。このイベントはカップリング曲を中心に、当時実施中のツアー曲とは異なるセットリストの約1時間全11曲のライブであり、DVD『モーニング娘。よみうりランドEAST LIVE 2009』として発売された。
- 「愛の種」（インディーズ曲、デビューシングル「モーニングコーヒー」に収録）から発売時最新の「秋麗」「すべては愛の力」（40th「なんちゃって恋愛」に収録）までの全シングル曲のカップリング曲をリマスタリングで収録した裏ベスト盤。
- カップリングが2曲同時収録されたシングル（「Memory 青春の光」）と、カップリングの異なったタイプを発売したシングル（「なんちゃって恋愛」）が存在するため、シングル40作に対して42曲が収録されている。
- リマスタリングによるマスター音源の影響により、DISC2・11曲目の「寝坊です。デートなのに…」では、間奏部分において、シングル収録時には発生しなかった音声の歪みが生じている。[要出典]

## 収録曲
- 全作詞・作曲：つんく（DISC1 #1, DISC3 #5, #10除く） / プロデュース：つんく♂

※は発売記念イベントのセットリストに選択

### DISC1
1. 愛の種 [4:12]
  - 作詞：サエキけんぞう / 作曲・編曲：桜井鉄太郎

1stシングル「モーニングコーヒー」カップリング曲。
2. A MEMORY OF SUMMER '98 [3:56]
  - 編曲：高橋諭一

2ndシングル「サマーナイトタウン」カップリング曲。
3. 例えば [4:03]
  - 編曲：須藤豪 & LH Project

3rdシングル「抱いてHOLD ON ME!」カップリング曲。
4. Happy Night [5:11]
  - 編曲：小西貴雄

4thシングル「Memory 青春の光」カップリング曲。※
5. Never Forget [4:33]
  - 編曲：小西貴雄

4thシングル「Memory 青春の光」カップリング曲。
6. 恋の始発列車 [4:18]
  - 編曲：小西貴雄

5thシングル「真夏の光線」カップリング曲。
7. 忘れらんない [4:45]
  - 編曲：小西貴雄・下町兄弟 / featuring U.M.E.D.Y.

6thシングル「ふるさと」カップリング曲。
8. 21世紀 [4:48]
  - 編曲：鈴木俊介 / 弦編曲：村山達哉

7thシングル「LOVEマシーン」カップリング曲。
9. 恋はロケンロー [5:06]
  - 編曲：山木隆一郎

8thシングル「恋のダンスサイト」カップリング曲。
10. 通学列車 [4:29]
  - 編曲：AKIRA

9thシングル「ハッピーサマーウェディング」カップリング曲。
11. あこがれ My Boy [5:27]
  - 編曲：AKIRA

10thシングル「I WISH」カップリング曲。
12. インスピレーション! [4:16]
  - 編曲：鈴木俊介 / 管編曲：小林正弘

11thシングル「恋愛レボリューション21」カップリング曲。※
13. でっかい宇宙に愛がある [5:56]
  - 編曲：鈴木俊介

12thシングル「ザ☆ピ〜ス!」カップリング曲。
14. ポップコーンラブ! [4:44]
  - 編曲：河野伸

13thシングル「Mr. Moonlight ～愛のビッグバンド～」カップリング曲。

### DISC2
1. モーニングコーヒー (2002version) [4:29]
  - 編曲：鈴木俊介

14thシングル「そうだ! We're ALIVE」カップリング曲。
2. ちょっとイカした PURE BOY [4:04]
  - 編曲：TATOO

15thシングル「Do it! Now」カップリング曲。
3. 純LOVER [4:36]
  - 編曲：高橋諭一

16thシングル「ここにいるぜぇ!」カップリング曲。
4. 宝石箱 [4:02]
  - 編曲：鈴木俊介

17thシングル「モーニング娘。のひょっこりひょうたん島」カップリング曲。
5. Never Forget (Rock Ver.) [4:16]
  - 編曲：酒井ミキオ & 小西貴雄

18thシングル「AS FOR ONE DAY」カップリング曲。
6. 涙にはしたくない [4:03]
  - 編曲：鈴木俊介

19thシングル「シャボン玉」カップリング曲。
7. 恋ING [5:22]
  - 編曲：鈴木Daichi秀行

20thシングル「Go Girl 〜恋のヴィクトリー〜」カップリング曲。※
8. 出来る女 [3:11]
  - 編曲：鈴木俊介

21stシングル「愛あらば IT'S ALL RIGHT」カップリング曲。
9. ファインエモーション! [3:44]
  - 編曲：鈴木Daichi秀行

22ndシングル「浪漫 〜MY DEAR BOY〜」カップリング曲。
10. がんばれ 日本 サッカー ファイト! [4:01]
  - 編曲：小西貴雄

23rdシングル「女子かしまし物語」カップリング曲。
11. 寝坊です。デートなのに… [4:45]
  - 編曲：AKIRA

24thシングル「涙が止まらない放課後」カップリング曲。
12. ラヴ&ピィ〜ス! HEROがやって来たっ。 [3:37]
  - 編曲：鈴木俊介

25thシングル「THE マンパワー!!!」カップリング曲。※
13. NATURE IS GOOD! [3:07]
  - 編曲：高橋諭一

26thシングル「大阪 恋の歌」カップリング曲。※
14. 愛と太陽に包まれて [5:02]
  - 編曲：AKIRA

27thシングル「色っぽい じれったい」カップリング曲。

### DISC3
1. 恋は発想 Do The Hustle! [4:13]
  - 編曲：鈴木Daichi秀行

28thシングル「直感2 〜逃した魚は大きいぞ!〜」カップリング曲。
2. チャンス チャンス ブギ [2:49]
  - 編曲：高橋諭一

29thシングル「SEXY BOY 〜そよ風に寄り添って〜」カップリング曲。
3. わたしがついてる。 [3:58]
  - 編曲：鈴木俊介

30thシングル「Ambitious! 野心的でいいじゃん」カップリング曲。
4. 踊れ!モーニングカレー [3:47]
  - 編曲：平田祥一郎

31stシングル「歩いてる」カップリング曲。
5. サヨナラのかわりに [4:37]
  - 作詞・作曲：BANANA ICE / 編曲：鈴木Daichi秀行

32ndシングル「笑顔YESヌード」カップリング曲。
6. Hand made CITY [4:44]
  - 編曲：鈴木Daichi秀行

33rdシングル「悲しみトワイライト」カップリング曲。※
7. Please! 自由の扉 [4:04]
  - 編曲：湯浅公一

34thシングル「女に 幸あれ」カップリング曲。※
8. ボン キュッ! ボン キュッ! BOMB GIRL [3:13]
  - 編曲：鈴木俊介

35thシングル「みかん」カップリング曲。
9. その場面でビビっちゃいけないじゃん! [4:34]
  - 編曲：鈴木Daichi秀行

36thシングル「リゾナント ブルー」カップリング曲。※
10. ロマンス [3:40]
  - 作詞：阿久悠 / 作曲：筒美京平 / 編曲：土肥真生

37thシングル「ペッパー警部」カップリング曲。
11. 弱虫 [4:48]
  - 編曲：高橋諭一

38thシングル「泣いちゃうかも」カップリング曲。
12. 3、2、1 BREAKIN' OUT! [4:33]
  - 編曲：田中直

39thシングル「しょうがない 夢追い人」カップリング曲。
13. 秋麗 [4:05]
  - 編曲：AKIRA

40thシングル「なんちゃって恋愛」初回生産限定盤A・B、通常盤カップリング曲。
14. すべては愛の力 [3:39]
  - 編曲：鈴木Daichi秀行

40thシングル「なんちゃって恋愛」40th記念盤カップリング曲。※

## 参加メンバー
- 1期：中澤裕子・石黒彩・飯田圭織・安倍なつみ・福田明日香
- 2期：保田圭・矢口真里・市井紗耶香
- 3期：後藤真希
- 4期：石川梨華・吉澤ひとみ・辻希美・加護亜依
- 5期：高橋愛・紺野あさ美・小川麻琴・新垣里沙
- 6期：藤本美貴・亀井絵里・道重さゆみ・田中れいな
- 7期：久住小春
- 8期：光井愛佳・ジュンジュン・リンリン